# Mycoplasma elephantis
Mycoplasma elephantis è una specie di batterio appartenente alla famiglia delle Mycoplasmataceae.